# Xanthopimpla ochracea
Xanthopimpla ochracea är en stekelart som först beskrevs av Smith 1858.  Xanthopimpla ochracea ingår i släktet Xanthopimpla och familjen brokparasitsteklar.

## Underarter
Arten delas in i följande underarter:
- X. o. yami
- X. o. axis
- X. o. parva
- X. o. simillima
- X. o. valga
- X. o. kriegeri
- X. o. peterseni